# Два сантима (Франция)
Два сантима (фр. Deux centimes) — номинал французских денежных знаков, равный 2⁄100 французского франка, выпускавшийся в виде монет в 1853—1920 годах.
Чеканка монет в 2 сантима начата в период Второй империи, в 1853 году. Рисунок монеты был выполнил Жан-Жак Барр. Первоначально на монетах помещался портрет императора Наполеона III без лаврового венка (тип Tête nue), а с 1861 года — портрет императора в венке (тип Tête laurée). Новый портрет выполнил Альбер-Дезире Барр.
В 1872 году Третьей республикой начат выпуск новых 2-сантимовых монет. Диаметр и вес монет, установленные в период Второй империи, остались неизменными. Новый тип монет («Церера») разработал Эжен Удине. В 1898 году тип монет изменился. Новый тип монет («Дюпюи») разработал Жан-Батист-Даниэль Дюпюи. В 1920 году, в связи с инфляцией, выпуск монеты был прекращён.
В январе 1960 года была проведена денежная реформа, введён «новый франк», равный 100 старым. Сантимы вновь вернулись в обращение. Некоторое время в качестве монеты в 2 сантима использовались старые монеты в 2 франка. В 1959—1961 годах чеканились пробные образцы монет типа «Колос», рисунок которых разработал Раймон Жоли. В обращение новые 2 сантима так и не были выпущены.
| Аверс                         | Реверс                        | Диаметр, мм                   | Толщина, мм                   | Масса, г                      | Металл                        | Гурт                          | Годы чеканки                                 | Примечания |
| Вторая империя (Наполеон III) | Вторая империя (Наполеон III) | Вторая империя (Наполеон III) | Вторая империя (Наполеон III) | Вторая империя (Наполеон III) | Вторая империя (Наполеон III) | Вторая империя (Наполеон III) | Вторая империя (Наполеон III)                | Вторая империя (Наполеон III) |
| ----------------------------- | ----------------------------- | ----------------------------- | ----------------------------- | ----------------------------- | ----------------------------- | ----------------------------- | -------------------------------------------- | --- |
|                               |                               | 20                            |                               | 2                             | Бронза                        |                               | 1853—1857                                    | Голова императора без венка. Монетные дворы — Париж (A), Руан (B), Страсбург (BB), Лион (D), Бордо (K), Лилль (W), Марсель (MA). |
|                               |                               | 20                            |                               | 2                             | Бронза                        |                               | 1861, 1862                                   | Голова императора с венком. Монетные дворы — Париж (A), Страсбург (BB), Бордо (K).                                               |
| Третья республика             |                               |                               |                               |                               |                               |                               |                                              | |
|                               |                               | 20                            |                               | 2                             | Бронза                        |                               | 1872, 1874, 1875, 1877—1879, 1882, 1884—1897 | Тип «Церера». Монетные дворы — Париж (A), Бордо (K).                                                                             |
|                               |                               | 20                            | 0,7                           | 2                             | Бронза                        | гладкий                       | 1898—1904, 1908—1914, 1916, 1919, 1920       | Тип «Дюпюи». |
| Пятая республика              |                               |                               |                               |                               |                               |                               |                                              | |
|                               |                               | 17                            |                               | 2                             | Сталь                         | гладкий                       | 1959—1961                                    | Тип «Колос», только пробные монеты.                                                                                              |